# Lánská smlouva

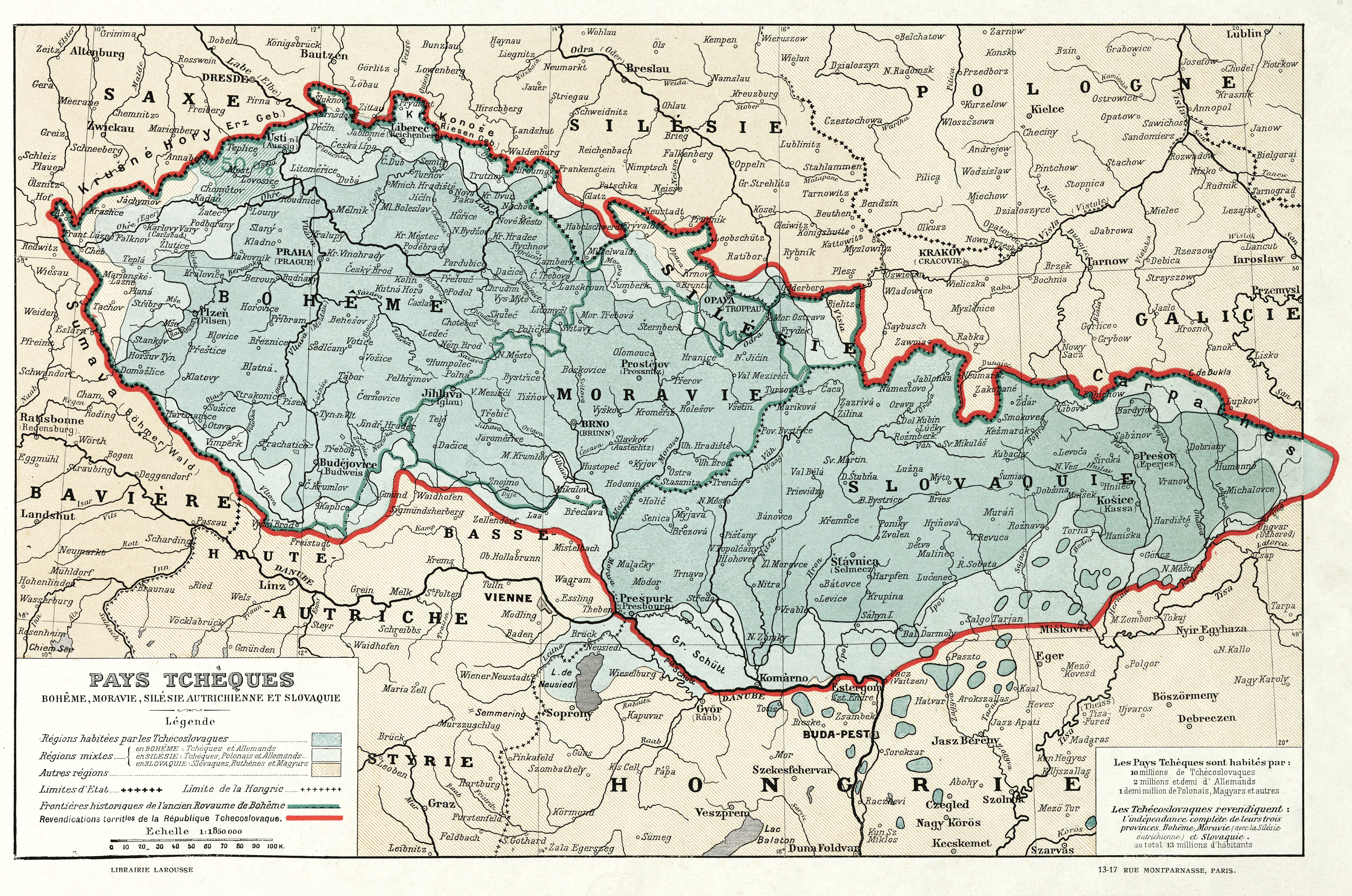
Státní hranice Československa ustanovené Saint-germainskou smlouvou a potvrzené smlouvou lánskou.

Lánská smlouva (též „Pražská smlouva“) je smlouva uzavřená mezi Československem a Rakouskem, která měla mezi těmito dvěma státy potvrdit politiku přátelské spolupráce. Byla podepsána 16. prosince 1921 v prezidentské rezidenci na zámku v Lánech během návštěvy rakouského prezidenta Michaela Hainische a kancléře Johanna Schobera. Později měla značnou politickou váhu, jelikož její zásluhou bylo i to, že Rakousko bylo v následujících letech, i přes drobné neshody, nejlepším sousedem Československé republiky.

## Uspořádání sousedských vztahů

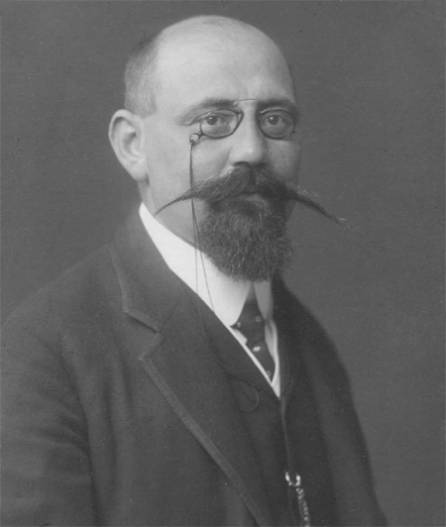
Karl Renner (1870–1950), rakouský kancléř

Konec první světové války znamenal též konec Rakousko-Uherska a mezi mnoha nově vzniklými státy byly i Československo a Rakousko. Tyto dva státy byly navíc i sousedící a proto bylo nutné vyřešit mnoho nesrovnalostí, a to od stanovení hranic až po otázky hospodářské. To vyústilo ve vznik mnohých smluvních ujednání. Základem pro všechny smlouvy byla Saint-germainská mírová smlouva. Už v lednu 1920 během návštěvy rakouského kancléře Karla Rennera byly spolu s československým ministrem Edvardem Benešem podepsány směrnice, které jako první zajišťovaly politickou spolupráci těchto dvou zemí. Všechno bylo nakonec sepsáno do tzv. lánské smlouvy.
Ta byla slavnostně podepsaná na zámku v Lánech za přítomnosti prezidenta Masaryka a ministra Beneše na straně československé a prezidenta Hainische a kancléře Schobera na straně rakouské. Týkala se mnoha bodů. Především se potvrdila otázka státních hranic z pařížských mírových ujednání. Dále se tyto dva státy zavázaly k neutralitě, kdyby byla jedna ze stran napadena, slíbily si podporu v případě, že by se Habsburkové opět pokoušeli dostat k moci a též diplomatickou i ekonomickou pomoc. Tahle smlouva ale měla být platná jenom 5 let a když mělo přijít k jejímu obnovení, rakouský ministr zahraničí žádost odmítl. Ekonomická a finanční pomoc avšak nadále fungovala a ve druhé polovině 20. let byla dokonce podepsaná nová smlouva, arbitrážní, vycházející z rezoluci Valného shromáždění Společnosti národů ze září 1922 a z Locarna. Tato smlouva byla považovaná za jakousi náhradu lánské smlouvy a vztahy Rakouska a Československa zůstaly i nadále velice příznivé.

## Význam smlouvy pro Rakousko, její přijetí
Pro Rakousko měla lánská smlouva nevídaný význam. Ta totiž garantovala rakouskou nezávislost a zamezovala jeho spojení s Německem. Rakušané měli očividný zájem na samostatném hospodářském životě a tím nepřipadal v úvahu společný stát s Němci. Rakousko se podepsáním téhle smlouvy taktéž odklonilo od jeho předešlé zahraniční orientace. Už to nebyli Italové ani Němci, ale právě Čechoslováci a Poláci, se kterými Rakušané ve velkém spolupracovali. Tím se Rakousko obrátilo na stranu tzv. Malé Dohody a velkoněmecká otázka se vzdalovala. Lánskou smlouvou bylo také ujednáno, že Československo pomůže Rakušanům v jejich těžké finanční situaci. Výsledkem byl úvěr v hodnotě 500 miliónů korun, který měl být splatný do dvaceti let. I přesto ale nebyli všichni spokojeni. Smlouva se nepozdávala hlavně Velkoněmcům, kteří tvrdili, že je smlouva protiprávní a zakazuje připojení Rakouska k Německu. Velkoněmci pro propagaci svých názorů vstoupili do opozice. Kvůli velkému tlaku podal nakonec J. Schober demisi a jeho vláda padla. Lánská smlouva tak nebyla prodloužena, přesto to byl začátek relativně dobrých vztahů, jelikož se jednalo jenom o jeden sporný bod, který se německy orientovaným Rakušanům nepozdával.

## Význam smlouvy pro Československo
První společný stát Čechů a Slováků byl ohrožen ze všech stran a bylo proto potřebné navázat diplomatické styky s okolními státy. Lánskou smlouvou podepsánou s Rakouskem bylo mnohé vyřešeno. Hospodářská spolupráce byla v tomhle případe nevyhnutelná, jelikož Rakousko odebíralo až 30 % z celkového československého vývozu a bylo tak nejdůležitějším hospodářským partnerem tehdejšího Československa. Vysoký úvěr, který byl Rakousku poskytnut tak byl jen jakousi obětí a důležitým tahem ze strany československé vlády, aby neztratila svého prvořadého obchodního partnera. Dále bylo zapotřebí pojistit se v případě napadení a najít spojence. Maďaři byly stále hrozbou pro státní integritu, i když už mnohem menší než dříve. Mnohem větší strach v raném Československu naháněla představa návratu Habsburků k moci. Smlouva tak garantovala, že se Rakušané prostřednictvím nich nebudou snažit opět restaurovat model Habsburské monarchie. Problémy s jejím přijetím ale panovaly i tady, a to prakticky ze stejných důvodů jako u sousedního Rakouska. Všichni všeněmecky orientovaní, kteří žili na území československého státu rázně odmítaly něco tak protiněmeckého, jako byla podle nich lánská smlouva a jelikož mělo německou národnost v tehdejším Československu dost značné procento lidí, nebylo možné jejich názor nebrat v úvahu. Lánská smlouva tak nebyla předložena ani Národnímu shromáždění a její prodloužení proto nebylo vůbec nevyhnutelné. Když platnost smlouvy vypršela, nahradila ji obyčejná arbitrážní smlouva sepsaná ve Vídni 4. března 1926. Ta byla ale například pro Beneše postačující a nebyla potřeba lánskou smlouvu obnovovat, jelikož byly vztahy mezi státy na velice dobré úrovni.